# BWF International Challenge 2018
Die BWF International Challenge 2018 war die 12. Auflage der BWF International Challenge im Badminton.

## Turniere und Sieger
| Veranstaltung | Herreneinzel           | Dameneinzel              | Herrendoppel                                        | Damendoppel                                  | Mixed                                        |
| ------------- | ---------------------- | ------------------------ | --------------------------------------------------- | -------------------------------------------- | -------------------------------------------- |
| Iran          | Phạm Cao Cường         | Thinaah Muralitharan     | Alwin Francis K. Nandagopal                         | Setayesh Abdolkarimi Haleh Hamedanchi        | nicht ausgetragen                            |
| Österreich    | Kashyap Parupalli      | Anna Thea Madsen         | Lu Chen Ye Hong-wei                                 | Chisato Hoshi Kie Nakanishi                  | Evgeniy Dremin Evgeniya Dimova               |
| Brasilien     | Ygor Coelho            | Rachel Honderich         | Jason Ho-Shue Nyl Yakura                            | Rachel Honderich Jamie Subandhi              | Evgeniy Dremin Evgeniya Dimova               |
| Vietnam       | Kento Momota           | Dinar Dyah Ayustine      | Maneepong Jongjit Nanthakarn Yordphaisong           | Baek Ha-na Lee Yu-rim                        | Đỗ Tuấn Đức Phạm Như Thảo                    |
| Polen         | nicht ausgetragen      | nicht ausgetragen        | nicht ausgetragen                                   | nicht ausgetragen                            | nicht ausgetragen                            |
| Japan         | Yu Igarashi            | Ayumi Mine               | Hirokatsu Hashimoto Hiroyuki Saeki                  | Naoko Fukuman Kurumi Yonao                   | Kim Won-ho Lee Yu-rim                        |
| Finnland      | Leong Jun Hao          | Gregoria Mariska Tunjung | Akbar Bintang Cahyono Mohamed Reza Pahlevi Isfahani | Asumi Kugo Megumi Yokoyama                   | Alfian Eko Prasetya Marsheilla Gischa Islami |
| Malaysia      | Hsueh Hsuan-yi         | Wang Zhiyi               | Mohammad Ahsan Hendra Setiawan                      | Soong Fie Cho Tee Jing Yi                    | Chen Tang Jie Peck Yen Wei                   |
| Spanien       | Toma Junior Popov      | Michelle Skødstrup       | Frederik Colberg Joachim Fischer Nielsen            | Delphine Delrue Léa Palermo                  | Evgeniy Dremin Evgeniya Dimova               |
| Russland      | Pablo Abián            | Deng Xuan                | Bjarne Geiss Jan Colin Völker                       | Akane Araki Riko Imai                        | Rodion Alimov Alina Davletova                |
| Nigeria       | Misha Zilberman        | Ksenia Polikarpova       | Manu Attri B. Sumeeth Reddy                         | Kuhoo Garg Riya Mookerjee                    | Manu Attri Maneesha Kukkapalli               |
| Ukraine       | Jan Louda              | Özge Bayrak              | Krishna Prasad Garaga Dhruv Kapila                  | Amanda Högström Clara Nistad                 | Saurabh Sharma Anoushka Parikh               |
| Belgien       | Toby Penty             | Lin Ying-chun            | Jacco Arends Ruben Jille                            | Delphine Delrue Léa Palermo                  | Jacco Arends Selena Piek                     |
| Australien    | Yu Igarashi            | Natsuki Oie              | Akira Koga Taichi Saito                             | Erina Honda Nozomi Shimizu                   | Terry Hee Citra Putri Sari Dewi              |
| Tschechien    | Toma Junior Popov      | Yvonne Li                | Thom Gicquel Ronan Labar                            | Chloe Birch Lauren Smith                     | Ronan Labar Audrey Mittelheisser             |
| Indonesia     | Chico Aura Dwi Wardoyo | Shiori Saito             | Sabar Karyaman Gutama Frengky Wijaya Putra          | Tania Oktaviani Kusumah Vania Arianti Sukoco | Kohei Gondo Ayane Kurihara                   |
| Ungarn        | Rasmus Messerschmidt   | Neslihan Yiğit           | David Daugaard Frederik Søgaard                     | Ekaterina Bolotova Alina Davletova           | Joel Eipe Mette Poulsen                      |
| VAE           | Vladimir Malkov        | Ashmita Chaliha          | Kim Sang-soo Yoo Yeon-seong                         | Ko A-ra Yoo Chae-ran                         | Yoo Yeon-seong Park So-young                 |
| Indien        | Lakshya Sen            | Ashmita Chaliha          | M. R. Arjun B. Sumeeth Reddy                        | Ng Wing Yung Yeung Nga Ting                  | Nipitphon Phuangphupet Savitree Amitrapai    |
| Bangladesch   | Soo Teck Zhi           | Nguyễn Thùy Linh         | Leo Rolly Carnando Daniel Marthin                   | Vivian Hoo Kah Mun Yap Cheng Wen             | Leo Rolly Carnando Indah Cahya Sari Jamil    |
| Italien       | Victor Svendsen        | Julie Dawall Jakobsen    | Mathias Bay-Smidt Lasse Mølhede                     | Ekaterina Bolotova Alina Davletova           | Rodion Alimov Alina Davletova                |
| USA           | Koki Watanabe          | Aya Ohori                | Lu Chia-hung Lu Chia-bin                            | Rachel Honderich Kristen Tsai                | Kohei Gondo Ayane Kurihara                   |